# Seikimatsu Occult Gakuin
Occult Academy (世紀末オカルト学院, Seikimatsu Okaruto Gakuin, End of Century Occult Academy) és una sèrie d'animació japonesa produïda per A-1 Pictures i Aniplex i dirigida per Tomohiko Ito.